# Oskar Svärd
Oskar Svärd (né le 19 septembre 1976 à Tvärred (sv)) est un skieur de fond suédois qui a remporté le marathon de ski Vasaloppet trois fois : en 2003, 2005 et 2007. 
Svärd a également remporté la Marcialonga en 2010.

## Référence
1. ↑  (sv) , consulté le 12 février 2012